# ABC (Yet Another BitTorrent Client)
ABC é um cliente BitTorrent em código aberto para os sistemas operacionais Windows (Win32) e Linux (beta), foi baseado no BitTornado.